# Praça de Touros de Elvas
A Praça de Touros de Elvas foi uma Praça de Toiros situada na cidade de Elvas, em Portugal, tendo sida inaugurada em 1895. Tem a classificação administrativa de 3ª Categoria. A praça foi totalmente demolida e reconvertida a partir de 2004 para dar lugar ao novo e moderno Coliseu de Elvas.
No seu local foi construído o Coliseu Comendador Rondão Almeida que constitui igualmente um espaço cultural multiusos onde podem decorrer eventos diversos em qualquer altura do ano, tendo-se mantido apto para eventos tauromáquicos. Assim, esta foi a segunda Praça de Touros de Portugal a estar coberta, depois da Praça de Touros do Campo Pequeno, em Lisboa.
Apresenta uma completa infraestrutura de camarins, salas técnicas e uma sala VIP. Este coliseu tem uma capacidade de 6.500 lugares sentados, indo até cerca das 7.500 pessoas em concertos e outros espetáculos.

## História
O novo Coliseu foi construído de raiz, no local onde se encontrava a antiga Praça de Touros de Elvas e levou cerca de 2 anos a ser construído, devido à dimensão e envergadura do projeto que custou cerca de 8 milhões de euros.
Localiza-se na Avenida de Badajoz junto ao Intermarché de Elvas, na entrada da cidade no sentido Lisboa > Elvas. 
Este novo coliseu multiusos foi inaugurado a 28 de Setembro de 2006 numa magnífica gala do mais alto nível com transmissão ao vivo pela televisão portuguesa RTP e por vários canais espanhóis. Desde a data em que foi inaugurado (28 de Setembro de 2006) e Outubro de 2015 contabilizaram-se cerca de 800 mil espectadores nos mais de 100 eventos lá realizados.
O Coliseu de Elvas já recebeu também vários congressos, eventos solidários, exposições internacionais, campeonatos nacionais desportivos, entre outros eventos.